# Palácio de Spynie

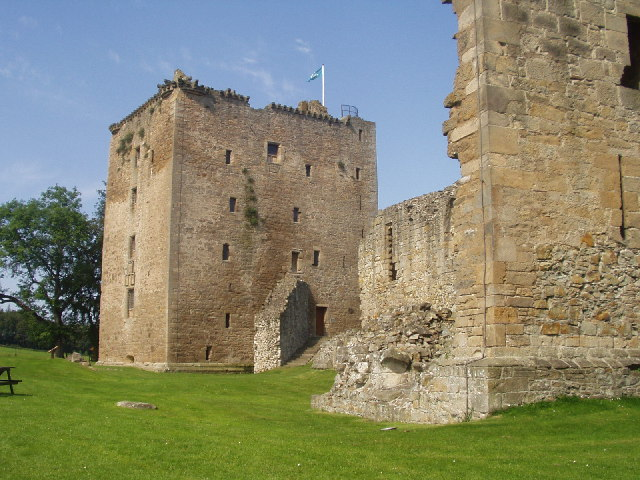
Palácio de Spynie, Escócia

O Palácio de Spynie ou Castelo de Spynie (em inglês:  Spynie Palace) é um palácio atualmente me ruínas localizado em Spynie, Moray, Escócia.

## História
Foi a residência oficial dos bispos de Moray, mencionada pela primeira vez no final do século XIII, tendo acabado com a abolição do episcopado no final do século XVII, mas atualmente nas ruínas existentes não se encontram vestígios tão antigos. O nome 'Pálacio de Spynie' foi adotado em 1472, embora as duas denominações ainda sejam usadas.
A capela e torre adjacente, são as estruturas mais antigas, datadas do final do século XIV, sendo designada Torre de David, construída em cerca de 1461-76 pelo bispo David Stewart, foi completada em 1482 e alterada em cerca de 1535-73, tendo caído em decadência em 1690.

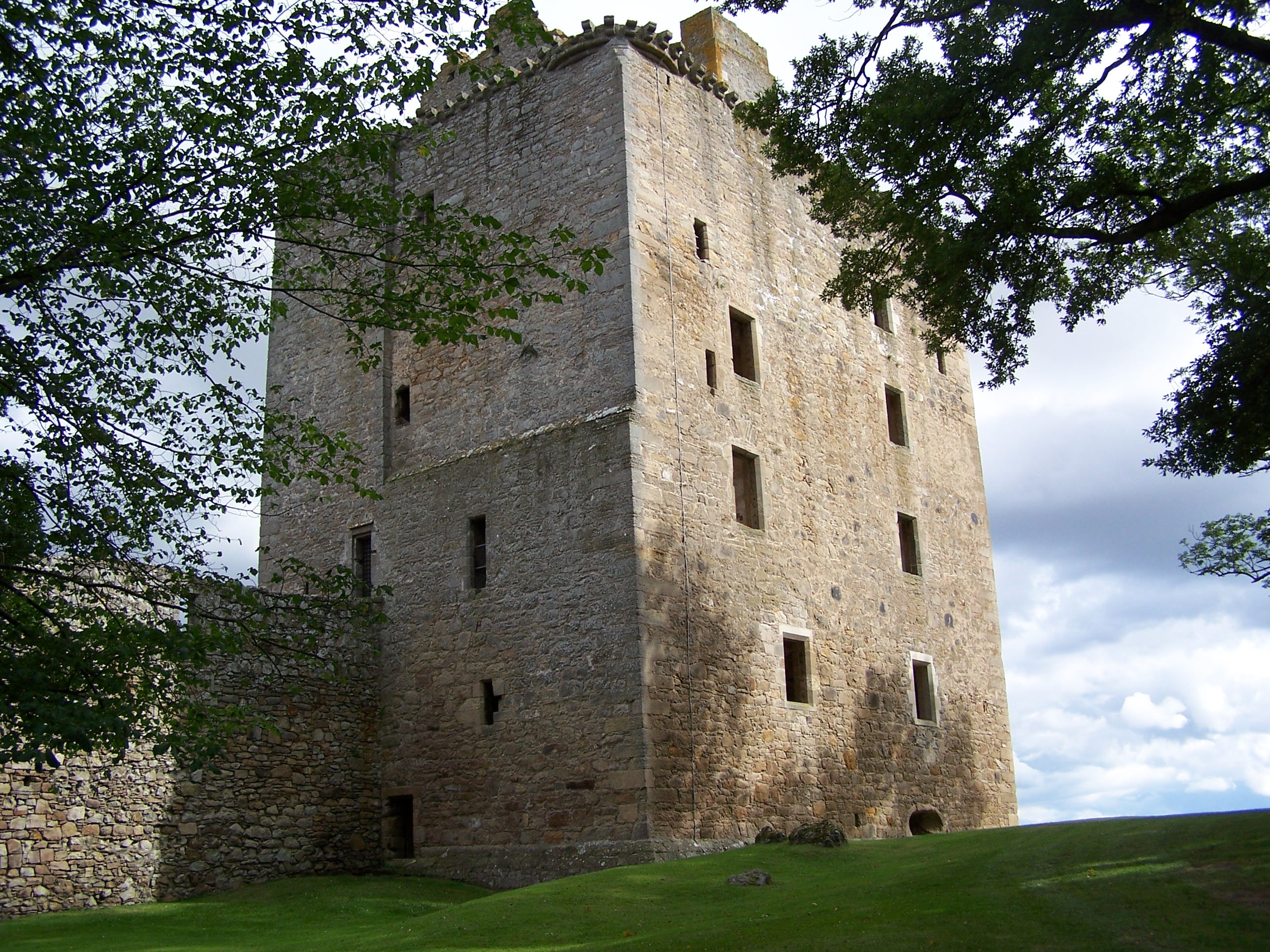
Torre de David.

Originalmente a estrutura media 18 metros de comprimento por 13 metros de largura por 22 metros de altura, sendo rodeada por um muro com 1,5 metros de largura.

## Escavações
Foram realizadas diversas escavações, entre os anos de 1986 a 1989, sendo que na última etapa da tarefa, foi encontrado cerâmicas (três vasos) do século XII. Na década de 90, foram realizadas pequenas escavações onde encontraram alguns ossos de animais e mais algumas peças de cerâmica, datadas provavelmente do século XV ou XVI.